# Budino (Foligno)
Budino è una frazione del comune di Foligno che conta circa 450 abitanti. Confina con Cannara, Fiamenga, e Acquatino. Si trova a 200 metri sopra al livello del mare.  

## Storia
A Budino di Foligno in precedenza Butino era nota l'antica chiesa dedicata a Santo Stefano e la pieve di San Feliciano la cui esistenza è attestata già nel 1138.
Il 13 gennaio 1832 un terremoto distrusse la metà delle case e causò la morte di 13 abitanti. L'attuale chiesa fu ricostruita e dedicata a i Santi Primo e Feliciano.